# Règles du Mah-jong (Hong Kong)
Cet article décrit les règles spécifiques au Mah-jong joué selon la règle de Hong Kong. C'est la règle la plus courante, principalement du fait de sa simplicité. 

## Déroulement
Le déroulement du jeu se fait selon les règles traditionnelles. Il existe une colline. Les fleurs et saisons sont optionnelles.

## Score
- Le score d'un Majong ordinaire ne peut être supérieur à 1 000 points.
- Seul un Grand Jeu permet de marquer plus de 1 000 points.

### Système simple
Les joueurs marquent des points pour les combinaisons qu'ils réalisent, et pour les Majong.
Certaines combinaisons apportent des points, d'autres des doubles. Les points et les doubles sont additionnés, puis le coefficient multiplicateur correspondant au total des doubles est appliqué au total des points obtenus.
| Valeur de chaque main                          | POINTS   | POINTS  |
| Combinaisons                                   | exposées | cachées |
| Paire du Vent du joueur                        | 2        | 2       |
| Paire du Vent dominant                         | 2        | 2       |
| Paire du Vent du Tour                          | 0        | 2       |
| Paire de Dragons                               | 0        | 2       |
| Suite                                          | 0        | 0       |
| Brelan de Tuiles ordinaires mineures n° 2 à 8  | 2        | 4       |
| Brelan de Tuiles ordinaires majeures n° 1 ou 9 | 4        | 8       |
| Brelan de Vents ou de Dragons                  | 4        | 8       |
| Carré de Tuiles ordinaires mineures n° 2 à 8   | 8        | 16      |
| Carré de Tuiles ordinaires majeures n° 1 ou 9  | 16       | 32      |
| Carré de Vents ou de Dragons                   | 16       | 32      |
| Honneurs suprêmes                              |          |         |
| Chaque Fleur                                   | 4        | -       |
| Chaque Saison                                  | 4        | -       |
|                                                | DOUBLES  |         |
| Combinaisons                                   |          |         |
| Brelan ou Carré du Vent du joueur              | 1        | 1       |
| Brelan ou Carré du Vent dominant               | 1        | 1       |
| Brelan ou Carré de Dragons                     | 1        | 1       |
| Honneurs suprêmes                              |          |         |
| La Fleur ou la Saison du joueur                | 1        | 1       |
| La Fleur et la Saison du joueur                | 2        | 2       |
| Les 4 Fleurs et/ou les 4 Saisons               | 4        | 4       |

| Valeur de la Main qui fait Majong                     | POINTS  |   |
| Faire Majong                                          | 20      |   |
| La Main est composée de 4 Suites et d'une Paire       | 10      |   |
| Majong avec une Tuile provenant du Mur                | 2       |   |
|                                                       | DOUBLES |   |
| La Main ne comporte aucune Suite                      | 1       | 1 |
| « Pêcher la lune au fond de la mer »                  | 1       | 1 |
| Faire Majong « en volant un Kong exposé »             | 1       | 1 |
| Couleur « trouble » (la même série+ vents et dragons) | 1       | 1 |
| Couleur « pure » (totalité de la même série)          | 3       | 3 |
| Faire Majong avec le dernier écart                    | 1       | 1 |
| Faire Majong avec une « Main appelante »              | 1       | 1 |
| La Main est entièrement cachée                        | 1       | 1 |
| La Main ne comporte que des Vents et des Dragons      | 1       | 1 |

- « Pêcher la lune au fond de la mer » est l'expression traditionnelle pour un Majong réalisé en piochant la dernière Tuile du Mur, en dehors du « Mont intouchable » (ou Colline).
- Les points et doubles sur fond rose (Faire Majong avec le dernier écart, Faire Majong avec une « Main appelante », La Main est entièrement cachée, La Main ne comporte que des Vents et des Dragons) ne font pas partie du système classique de comptage des points.

### Système avancé
Le système simple présente un inconvénient : la stratégie d'un joueur n'a aucune influence sur le score de ses adversaires. Ainsi, par pur égoïsme, un joueur peut être tenté de laisser un adversaire marquer un score énorme (1 000) sans essayer de le contrer, en sacrifiant par exemple son propre jeu.
Le système avancé oblige les joueurs à adopter une stratégie directement induite par celle des adversaires.

#### Principe
Vent d'Est : double ses gains et ses pertes. Contrairement au système simple, ses points ne sont pas systématiquement doublés.
- 1re étape : Les joueurs calculent leurs points comme précédemment, à l'aide du Tableau.
- 2e étape : Le report des points

Cas n°1 : Vent d'Est fait Majong.
- Tous les joueurs « payent » le double du score de Vent d'Est. Par exemple, si le Majong vaut 100, chacun paye 200 et Vent d'Est reçoit 600.
- Les autres joueurs s'échangent entre eux la différence de leurs points.

Exemple : Sud a 50, Ouest 20, Nord : 10. Ouest donne 30 à Sud (score de sud - score d'ouest = 50-20 = 30). Nord donne 40 à Sud et 10 à Ouest (même manière de calculer).
Exception : si un joueur marque plus de points que Vent d'Est, il reçoit de ce dernier 4 fois la différence de leurs points (i.e. les pertes de Vent d'Est sont doublées).
Note : Cette règle incite Vent d'Est à ne pas faire de Majong trop « facile » lorsqu'un adversaire expose un jeu prometteur. Les deux autres joueurs ont alors tout intérêt à aider Vent d'Est à faire Majong pour que celui-ci paye quatre fois la différence de score en sa défaveur.
Exemple :
- Est : Majong à 100 points, Sud : 250 points, Ouest : 40, Nord : 10.
- Sud, Ouest, Nord donnent chacun 200 (100 x 2) à Est.
- Ouest donne 210 à Sud.
- Nord donne 240 à Sud et 30 à Ouest.
- Est rend 600 à Sud (quatre fois (250 - 100) = 150 car 250>100) .

Cas n°2 : Vent d'Est ne fait pas Majong. (supposons que Sud fait Mah-Jong)
- Ouest et Nord payent le Majong de Sud.
- Est double ses pertes : il paye à Sud 2 fois la valeur de son Majong.
- Les joueurs s'échangent ensuite la différence de leurs points, Est compte double.

Exemple :
- Sud : Majong 100 points, Est : 30, Ouest : 50, Nord : 10.
- Est paye 200 à Sud, Ouest et Nord payent chacun 100 à sud.
- Nord paye 40 (50 - 10) à Ouest et 40 (2 fois (30 - 10)) à Est.
- Est paye 40 (2 fois (50 - 30)) à Ouest.

Exception : si un joueur marque plus de point que celui qui fait Majong, il reçoit de ce dernier deux fois la différence de leurs points. Si Vent d'Est marque plus de points que celui qui a fait Mah-Jong, il reçoit de ce dernier quatre fois la différence de leurs points.
Note : la somme des scores de chaque manche est toujours égale à zéro.
Les Grands Jeux 
Un Grand Jeu est composé de 14 tuiles comme un Mah-Jong ordinaire. Les tuiles ne forment pas obligatoirement de combinaisons. Lorsqu'un Carré est exigé pour un Grand Jeu, il compte pour 4 tuiles, et doit être conservé caché.
Les Grands Jeux sont beaucoup plus difficiles à réaliser que les Mah-Jong ordinaires, mais rapportent beaucoup plus de points que ceux des combinaisons de la Main.
Quelques grands jeux célèbres :
- Le petit serpent (1 000 points) : dans une même famille de symboles, 1 série des Tuiles no 1 à 9, 1 Séquence des 4 Vents, plus un Honneur quelconque (Vent ou Dragon)

- Le grand serpent (1 400 points) : dans une même famille de symbole, 1 série des Tuiles no 1 à 9, 1 Brelan (ou Carré) d'Honneurs (Vents ou Dragons), 1 Paire d'Honneurs (Vent ou Dragon)

- Les 13 lanternes merveilleuses (1 600 points) : Tuiles no 1 et no 9 dans les 3 familles (Cercles, Bambous et Caractères), 1 Séquence des 3 Dragons, 1 Séquence des 4 Vents, une Tuile faisant la paire avec l'une des 6 autres Tuiles ordinaires

- La main pleine de 9 pièces (700 points) : dans la même famille, brelan de 1, brelan de 9, suite de Tuiles no 2 à 8, + une Tuile faisant la paire avec l'une des 7 Tuiles ordinaires

- La grande main verte majeure (3 500 points) : 3 brelan (ou carré) de Bambous pairs , 1 Brelan (ou Carré) de Dragons verts, 1 paire de bambous pairs

        
Nota : les véritables Tuiles no 2, 4, 6 et 8 Bambous sont entièrement vertes, et non vert et bleu comme dessinées ci-dessus.
- Le quadruple bonheur domestique (2 000 points) : 4 Brelans des 4 Vents et 1 Paire quelconque

- Le Majong du mandarin (5 000 points) : 3 Carrés naturels de Vents, conservés cachés, et 1 paire du 4e Vent

      
Les carrés doivent être conservés cachés.
- Le Majong impérial (6 000 points) : 3 Carrés naturels de Dragons, conservés cachés, et 1 Paire de Vent du joueur

      
Les carrés doivent être conservés cachés.

### Vent du Tour (règle optionnelle)
Si la partie comporte 16 manches, le Vent d'Est est le Vent du tour des 4 premières manches, puis Sud pour les 4 suivantes, etc.
Au même titre que le Vent dominant, un Pung (ou plus) de Vent du tour double le score. Ainsi, si Sud est Vent dominant ET Vent du Tour, et que Vent du Sud (le joueur), réalise un Pung de Sud, cela compte pour 3 doubles.
Dans le système simple de comptage des points, les points de Vent d'Est sont systématiquement doublés (Voir note 3 dans le tableau). Cette règle, associée à celle de la rotation des Vents, incite Vent d'Est à réaliser des Majong rapides, avec des Chow et en mélangeant les séries, même s'il ne marque pas beaucoup de points. Cette stratégie lui permet de rester Vent d'Est au tour suivant et de conserver ainsi son bonus × 2 de Vent d'Est.

### Invocation de l'Empire Céleste
Si la règle chinoise s'applique seulement. Après épuisement du Mur, Vent d'Est peut, s'il le désire, invoquer l'Empire Céleste. Il peut prendre la tuile de son choix parmi celles qui ont été défaussées.
- S'il fait Majong avec cette tuile : la partie s'achève.
- S'il ne fait pas Majong, il défausse une tuile de son jeu et Vent du Sud peut à son tour invoquer l'Empire Céleste.

S'il n'y a pas eu Majong après un tour de table, la partie s'achève automatiquement.